# Крайково (Великопольське воєводство)
Крайково (пол. Krajkowo, нім. Waldeck) — село в Польщі, у гміні Мосіна Познанського повіту Великопольського воєводства.
Населення — 204 особи (2011).
У 1975-1998 роках село належало до Познанського воєводства.

## Демографія
Демографічна структура станом на 31 березня 2011 року:
|          | Загалом | Допрацездатний вік | Працездатний вік | Постпрацездатний вік |
| -------- | ------- | ------------------ | ---------------- | -------------------- |
| Чоловіки | 96      | 16                 | 72               | 8                    |
| Жінки    | 108     | 27                 | 60               | 21                   |
| Разом    | 204     | 43                 | 132              | 29                   |